# فرانشيسكا لولوبريجيدا
فرانشيسكا لولوبريجيدا (مواليد 7 فبراير 1991) هي لاعبة تزلج سريع إيطالية والتي  فازت بالميدالية الفضية في أولمبياد 2022.

## وصلات خارجية
- فرانشيسكا لولوبريجيدا على موقع SpeedSkatingBase.eu (الإنجليزية)
- فرانشيسكا لولوبريجيدا على موقع SpeedSkatingNews.info (الإنجليزية)
- فرانشيسكا لولوبريجيدا على موقع SpeedSkatingStats.com (الإنجليزية)
- فرانشيسكا لولوبريجيدا على موقع Rollerstory.net
- فرانشيسكا لولوبريجيدا على موقع اللجنة الأولمبية الدولية (الإنجليزية)
- فرانشيسكا لولوبريجيدا على موقع أوليمبيديا (الإنجليزية)
- فرانشيسكا لولوبريجيدا على موقع اللجنة الأولمبية الإيطالية (الإيطالية)